# إيرا ألين إيستمان
إيرا ألين إيستمان هو محامي وقاضي وسياسي أمريكي، ولد في 1809 في غيلمانتون في الولايات المتحدة، وتوفي في 21 مارس 1881 في مانشستر في الولايات المتحدة. نشط حزبياً في الحزب الديمقراطي. وقد انتخب عضو مجلس النواب الأمريكي ‏.